# 須戸 (新潟市)
須戸（すど）は、新潟県新潟市北区の町字。現行行政地名は須戸一丁目から須戸五丁目と大字須戸。住居表示は一丁目から五丁目は実施済み区域、大字須戸は未実施区域。郵便番号は950-3373。

## 概要
1889年（明治22年）から現在の大字。新井郷川上流右岸の低湿地に位置する。もとは1881年（明治14年）から1889年（明治22年）まであった須戸新田村の区域の一部。

### 隣接する町字
北から東回り順に、以下の町字と隣接する。
- 鳥屋
- 葛塚
- 下土地亀
- 仏伝
- 早通南
- 早通北
- 彩野
- 早通

※新井郷川を挟んで新井郷と隣接。

## 歴史
1881年（明治14年）に新崎新田から分村して成立。1889年（明治22年）に鳥屋村の大字となり、1955年（昭和30年）に須戸新田から須戸に改称した。

### 年表
- 1889年（明治22年）4月1日 : 合併により鳥屋村の大字となる。
- 1906年（明治39年）4月1日 : 合併により木崎村の大字となる。
- 1941年（昭和16年） : 排水路などの工事を開始。
- 1953年（昭和28年） : 耕地区画整理が起工し、翌年完工。
- 1955年（昭和30年）3月31日 : 合併により豊栄町の大字となる。
- 1968年（昭和43年） : 大規模宅地開発が行われる。
- 1970年（昭和45年）11月1日 : 豊栄町が市制を施行し、豊栄市の大字となる。
- 1973年（昭和48年）3月1日 : 一部が早通南となる。
- 1975年（昭和50年）11月1日 : 一部が早通北となる。
- 2005年（平成17年）3月21日 : 合併により新潟市の大字となる。
- 2007年（平成19年）4月1日 : 新潟市の政令指定都市移行により、北区の大字となる。

## 世帯数と人口
2018年（平成30年）1月31日現在の世帯数と人口は以下の通りである。
| 大字・丁目 | 世帯数  | 人口    |
| ---------- | ------- | ------- |
| 須戸       | 58世帯  | 186人   |
| 須戸一丁目 | 35世帯  | 88人    |
| 須戸二丁目 | 142世帯 | 446人   |
| 須戸三丁目 | 112世帯 | 303人   |
| 須戸四丁目 | 149世帯 | 426人   |
| 須戸五丁目 | 125世帯 | 363人   |
| 計         | 621世帯 | 1,812人 |

## 小・中学校の学区
市立小・中学校に通う場合、学区は以下の通りとなる。
| 大字・丁目 | 番地 | 小学校               | 中学校             |
| ---------- | ---- | -------------------- | ------------------ |
| 須戸       | 全域 | 新潟市立早通南小学校 | 新潟市立早通中学校 |
| 須戸一丁目 | 全域 | 新潟市立早通南小学校 | 新潟市立早通中学校 |
| 須戸二丁目 | 全域 | 新潟市立早通南小学校 | 新潟市立早通中学校 |
| 須戸三丁目 | 全域 | 新潟市立早通南小学校 | 新潟市立早通中学校 |
| 須戸四丁目 | 全域 | 新潟市立早通南小学校 | 新潟市立早通中学校 |
| 須戸五丁目 | 全域 | 新潟市立早通南小学校 | 新潟市立早通中学校 |

## 主な企業・施設
- 新潟市立早通南小学校

## 交通

### バス
新潟交通路線バス
- 南県営住宅前 
  - E45　豊栄駅前 行
  - E45　大形本町経由　新潟駅前・万代シテイ行